# Dominique Di Piazza
Dominique Di Piazza es un bajista francés virtuoso de jazz y jazz fusion. 

## Biografía
De origen siciliano, Dominique Di Piazza fue educado por su padrastro de etnia gitana, un hecho que tendría importantes consecuencias en el desarrollo posterior del músico. Di Piazza, que había comenzado tocando la guitarra y el bajo decidió focalizarse en este último instrumento tras descubrir al famoso Jaco Pastorius. 
Su carrera profesional dio comienzo en 1982, cuando comenzó a tocar en el Hot Club de Lyon al lado de Michel Pérez. Pronto se convertiría en una figura ampliamente conocida en la escena parisina, apareciendo al lado de Didier Lockwood, Andrea Ceccarelli o Gordon Beck. 

En 1987 efectúa una gira con Gil Evans y la Big Band Lumiere, y después graba un álbum en trío junto a Jean-Pierre Como y Stephane Huchard titulado Padre. En 1991 le llega la oportunidad de acompañar a John McLaughlin en una gira mundial de más de 300 conciertos y junto a  Trilok Gurtu a la percusión. El grupo graba el álbum Que Alegría, con la colaboración de otro virtuoso del bajo, Kai Eckhardt, en algunas pistas, el álbum recibe buenas críticas   y sitúa definitivamente a Di Piazza como una referencia indiscutible entre los grandes virtuosos del bajo eléctrico contemporáneo.

Tras un largo período de retiro por motivos espirituales, en 2000, Di Piazza reaparece para formar un nuevo power trio junto al guitarrista Bireli Lagrene y el baterista Dennis Chambers, con quienes recorre Europa y acaba registrando "Front Page", un disco que recibiría el premio Victoire de la Musique al mejor álbum de jazz de ese año. En 2003 se reúne con otros dos grandes virtuosos, Yves Carbonne y Michael Manring para editar un curioso disco a tres bajos Carbonne - Di Piazza - Manring Trio. Entre 2005 y 2006 se une a Meddy Gerville, Jean-Marie Ecay y Horacio "El Negro" Hernández para una nueva gira que acabaría cristalizando en la grabación de un nuevo álbum, Jazz Amwin, que recoge influencias tanto del jazz como de la música Maloya originaria de las Islas Reunion. En 2006 viaja a India, para grabar "Samjanitha" con destacados músicos de aquel país y, poco más tarde se une a los italianos Andre Cecarelli y Antonio Farao para producir un nuevo trabajo: "Woman's Perfume". En 2008 McLaughlin vuelve a requerir los servicios de Di Piazza para su tour europeo de ese mismo año, junto al baterista Mark Mondesir y el teclista / percusionista Gary Husband. El bajista acompaña asimismo a McLaughlin a India para un único concierto, con una banda de músicos hindúes bautizada como "The Floating Point". A finales de ese año edita un nuevo disco, "Princess Sita" con el guitarrista brasileño Nelson Veras y el baterista Manhu Roche.
Como educador, Dominique Di Piazza lleva enseñando música en distintas escuelas de Francia y en clinics por todo el mundo desde 1985

## Valoración y estilo
Dominique Di Piazza es un músico con una aproximación única y distintiva a la técnica del bajo eléctrico. Enormemente respetado (John McLaughlin ha dicho de él que "su talento es inmenso, y es uno de los bajistas más musicales de la escena mundial") y con claras influencias clásicas y étnicas (algunas fuentes lo señalan como un "bajista flamenco"), Di Piazza ha desarrollado una técnica de ejecución propia que ha resultado de gran influencia entre la generación de bajistas contemporánea, como por ejemplo en el virtuoso Matthew Garrison, que ha recibido clases de Piazza y reconoce su influencia. Di Piazza, en lugar de usar la técnica de pulsación de a dos dedos tradicional, usa los cuatro dedos de la mano derecha y sendas púas de guitarra pedal steel en los dedos índice y pulgar. El uso de esta técnica le permite obtener un sonido único y le abre unas posibilidades de ejecución excepcionales, por lo que ha sido adoptada como técnica secundaria por un gran número de bajistas profesionales. Además ha desarrollado, en conjunción con la firma Neuser Basses ha colaborado en el diseño de un original sistema de puente que permite obtener un convincente sonido fretless en un bajo con trastes.
Entre las influencias que el músico reconoce explícitamente se encuentran Django Reinhardt, Isaac Roland Mondo, Carlos Santana, John McLaughlin, Paco de Lucia, Wes Montgomery, George Benson, John Coltrane, Bach, Frederic Chopin, Jaco Pastorius, Marc Bertaux, Rido Bayonne, Scott La Faro, Eddie Gomez, Niels-Henning Ørsted Pedersen, Joe Pass, Ron Carter, Chick Corea, Michael Brecker o Allan Holdsworth.

## Discografía
- Virgile, con Michel Pérez Quartet (1985).
- Padre, con Jean-Pierre Como Trio (1989).
- Laurent Cugny ant the Big Band Lumiere (1989).
- First, con Phillipe Petrucciani Quintet (1991).
- Que Alegría, con John McLaughlin Trio (1992).
- Wait and see, con Michael Blass (1993).
- Front Page, Con Bireli Lagrene y Dennis Chambers (2000).
- Dominique Di Piazza plays Spiritual Hymns (2002).
- Carbonne - Di Piazza - Manring Trio, con Yves Carbonne y Michael Manring (2003).
- L'electrip, vol. 1, con Michel Prandi Trio (2004).
- Everiday Miracles, con Agatha (2006).
- Jazz Amwin, con Meddy Gerville (2006).
- L'electrip, vol. 2, con Michel Prandi Trio (2008).
- Woman's Perfume, con Antonio Farao (2008).
- Samjanitha, con U Shrinivas (2008).
- Princess Sita (2008)